# Ponte Minich

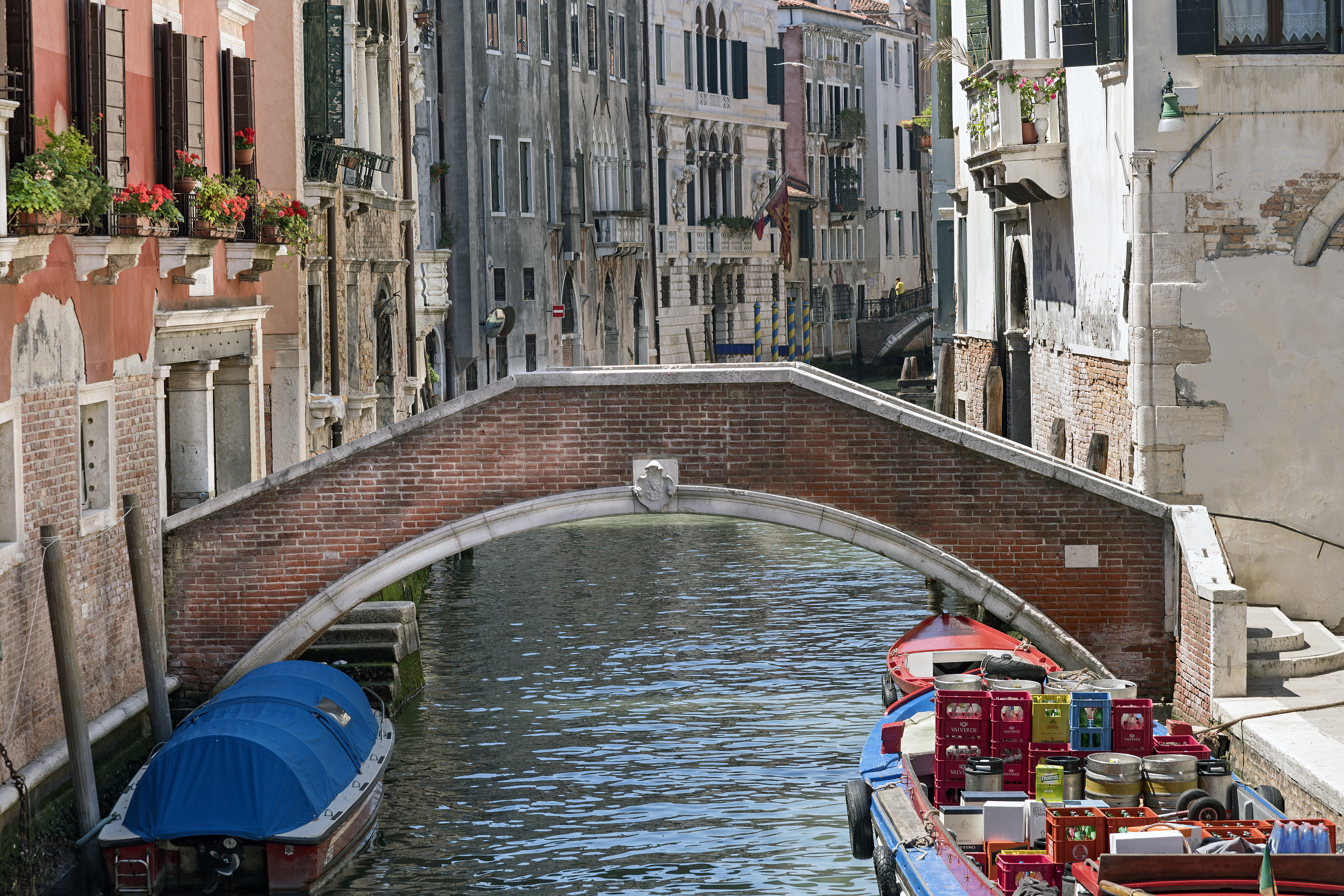
Ponte Minich. An der Brücke erinnert eine Tafel an die Restaurierung des Bauwerks im Jahr 1998

Ponte Minich ist der Name einer im späten 19. Jahrhundert gebauten venezianischen Brücke im Sestiere Castello. Sie überquert den Rio Santa Marina, bzw. dessen Verlängerung, den Rio di San Giovanni Laterano. Dabei misst sie in der Länge 7,91 m und erhebt sich bis auf 2,32 m, bzw. 3,15 m. Die Brücke stellt eine wichtige Fußgängerverbindung von Süd nach Nord zwischen Santa Maria Formosa und – über die Calle Longa Santa Maria Formosa und weiter durch die Calle Cicogna nordwärts, dann über die Brücke, knapp die Fondamenta dei Felzi berührend und daraufhin wieder nordwärts durch die Calle Bressana – San Zanipolo dar, und damit zum Krankenhaus am Nordrand des historischen Zentrums.

## Geschichte

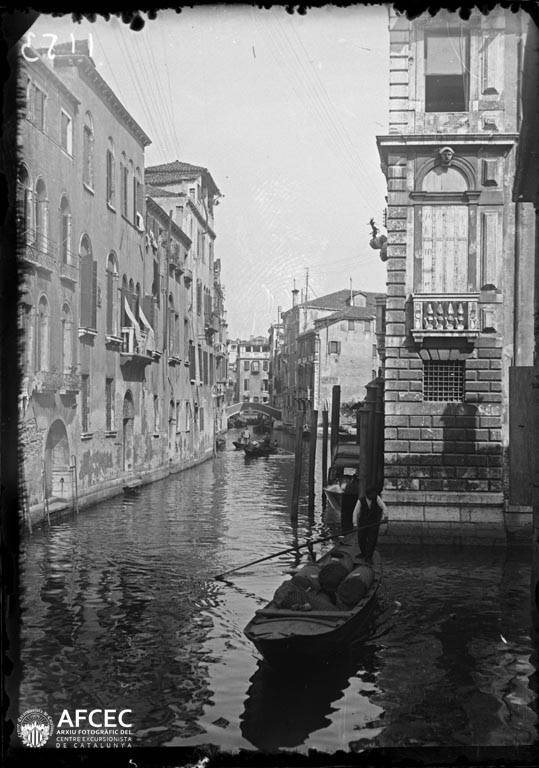
Fotografie aus der Zeit um 1900, im Hintergrund die Minich-Brücke

Erbaut wurde sie nach dem letzten Willen des Chirurgen Angelo Minich (1817–1893), der in seinem Testament vom 25. September 1893 der Stadt Venedig zudem Uhren zum Preis von 30.000 Lire vermachte, vor allem aber eine Bibliothek. Dabei enthielt sein letzter Wille die Auflage, in der Stadt zur Bequemlichkeit und Erziehung zur Pünktlichkeit der Venezianer ausschließlich elektrische Uhren anzubringen und zu unterhalten. Die bis heute existierenden Uhren im historischen Zentrum und auf Murano haben ein weißes Zifferblatt, römische Ziffern, das Gehäuse ist aus Gusseisen. An Minich erinnert nicht nur der Name der Brücke, sondern auch die für medizinische Leistungen bestimmte Auszeichnung, der Premio Minich. Das Istituto Veneto di Scienze, Lettere ed Arti, dem Minich angehörte, entschied 1908,  eine Kommission einzusetzen, die zur Wartung der Uhren einfache Vorschriften und Normen erstellte.

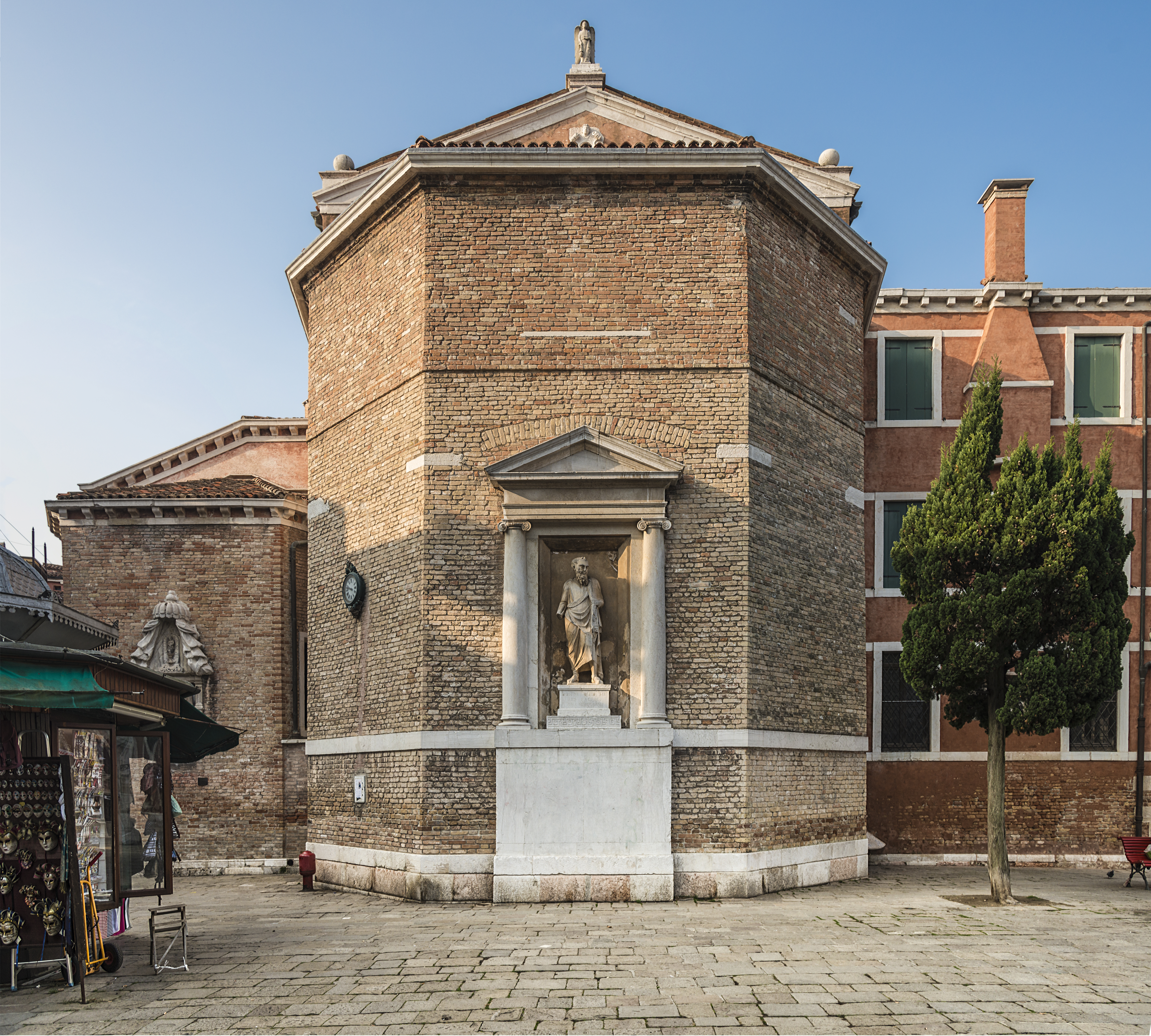
Eine der Minich-Uhren, hier an der Außenfassade der Kirche San Polo, links neben der Paulus-Statue

Die zuletzt 1998 restaurierte Brücke wurde 1945 vom Wasserkoloristen Giulio Falzoni (1900–1979) gezeichnet, der aus Mantua stammte und als einer der letzten Künstler gilt, die diese Technik in Italien übten.